# Крсто Хегедушић
Крсто Хегедушић (Петриња, 26. новембар 1901 — Загреб, 7. април 1975) је био хрватски сликар наивац.

## Биографија
Његова породица је пореклом из Хлебина у Подравини, где су се вратили 1909. Студирао је у Загребу, где 1920. почиње да слика подравске идиле. У Паризу оснива сликарску групу Земља. 
Крсто Хегедушић је био учитељ других подравских сликара наиваца, попут Ивана Генералића. Тиме је постао утемељивач Хлебинске сликарске школе, чији је назив сам први поменуо. 